# Tuğçe Canıtez
Tuğçe Canıtez  (nacida el 10 de noviembre de 1990 en Esmirna, Turquía) es una jugadora de baloncesto turca. Con 1.90 metros de estatura, juega en la posición de alero.